# Hydriomena lucifasciata
Hydriomena lucifasciata là một loài bướm đêm trong họ Geometridae.